# Hydrocotyle algida
Hydrocotyle algida är en växtart i släktet Hydrocotyle och familjen araliaväxter.
Arten förekommer i östra Australien och på Tasmanien. Den beskrevs av Norman Arthur Wakefield 1955.